# Gottlob Baumgärtner
Gottlob Baumgärtner (* 21. November 1871 in Maichingen; † 23. Juli 1926 in Stuttgart) war ein württembergischer Landtagsabgeordneter.

## Leben
Baumgärtner stammte aus einer Familie von Kleinbauern und Webern. Er absolvierte eine kaufmännische Lehre in Stuttgart, leistete seinen Militärdienst ab und arbeitete anschließend als Buchhalter bei der Firma Wilhelm Burck in Stuttgart, deren Prokurist und späterer Teilhaber er wurde. Baumgärtner erwarb ein landwirtschaftliches Gut im Oberamt Kirchheim und gehörte seit 1918 dem Württembergischen Bauern- und Weingärtnerbund (WBWB) an, in dessen Landesvorstand er saß. Von 1920 bis zu seinem Tod war Baumgärtner für den WBWB im Württembergischen Landtag. Baumgärtner starb an den Folgen eines Schlaganfalls. Sein Nachfolger im Landtag wurde der Landwirt Heinrich Stooß.
Baumgärtner war verheiratet mit Luise, geb. Blind. Er wurde auf dem Waldfriedhof Stuttgart begraben.